# Mariensäule (Oberwölz)

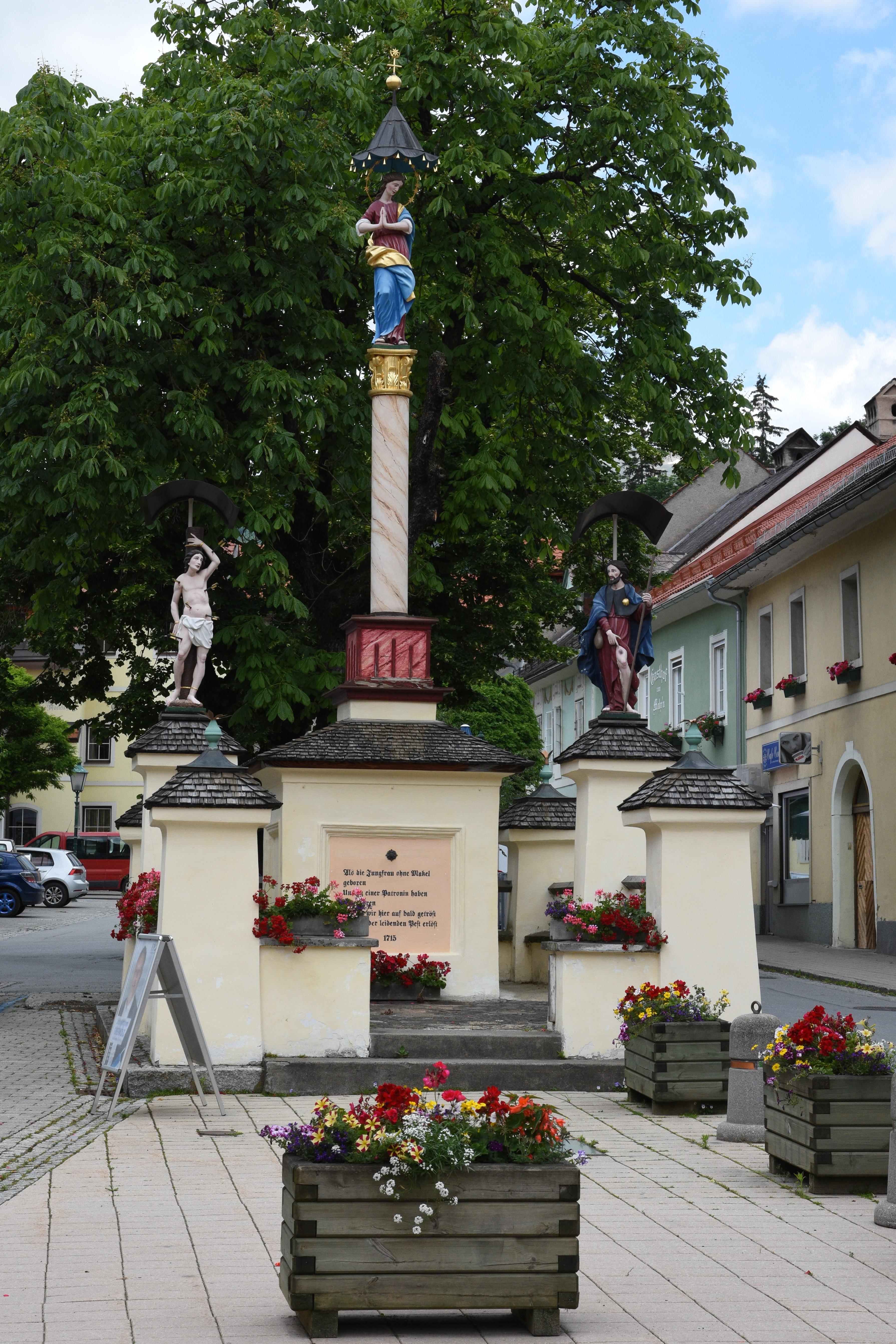
Mariensäule Oberwölz

Die Oberwölzer Mariensäule ist eine auf dem Marktplatz der steirischen Stadt Oberwölz aufgestellte barocke Skulpturengruppe, die anlässlich des Pestausbruchs von 1715 errichtet wurde.
Auf einem von vier Pfeilern umgebenen Podest steht auf einem Sockel die hölzerne Säule, bekrönt von der Statue der Maria Immaculata. Der Sockel trägt die aufgemalte Inschrift: Als die Jungfrau ohne Makel geboren / Uns zu einer Patronin haben auserkoren / So sind wir hier auf bald getröst / Und von der leidenden Pest erlöst / 1715. Auf den beiden hinteren Pfeilern stehen die Statuen der als Pestheilige verehrten Sebastian und Rochus. Alle Statuen sind aus Holz gearbeitet, die Marienstatue ist mit einem schirmförmigen Kupferdach gegen die Witterung geschützt.